# Mademoiselle Modiste
Mademoiselle Modiste (bra A Modista de Paris) é um filme mudo estado-unidense de 1926, a preto e branco, do género comédia romântica, realizado por Robert Z. Leonard, produzido e protagonizado por Corinne Griffith e distribuído por First National Pictures. Foi baseado numa história da opereta popular de 1905 da Broadway, Mlle. Modiste de Victor Herbert, com o libreto de Henry Martyn Blossom, tal como aconteceu com o filme The Merry Widow da Metro-Goldwyn-Mayer. Atualmente o filme é considerado perdido. Estreou-se nos Estados Unidos a 21 de março de 1926.
A história foi refilmada em 1930 com falas, sob o título de Kiss Me Again.

## Elenco
- Corinne Griffith como Fifi
- Norman Kerry como Etienne
- Willard Louis como Hiram Bent
- Dorothy Cumming como Marianne
- Rose Dione como madama Claire